# 2,4-Dinitrochlorbenzol
2,4-Dinitrochlorbenzol (1-Chlor-2,4-dinitrobenzol) ist eine organische Verbindung, bestehend aus einem Benzolring mit einem Chlor (–Cl) und zwei Nitrogruppen (–NO2) als Substituenten. Es gehört zur Stoffgruppe der Dinitrochlorbenzole, bei der sich durch unterschiedliche Anordnung der Substituenten sechs Konstitutionsisomere ergeben.

## Gewinnung und Darstellung
2,4-Dinitrochlorbenzol kann durch Chlorierung aus 2,4-Dinitrophenylsulfid gewonnen werden. Bei dieser Herstellung kann es zur Explosion kommen. Auch die Synthese ausgehend von Chlorbenzol und dessen Nitrierung ist bekannt und wurde schon von Fritz Ullmann im Praktikumsbuch beschrieben.

## Eigenschaften

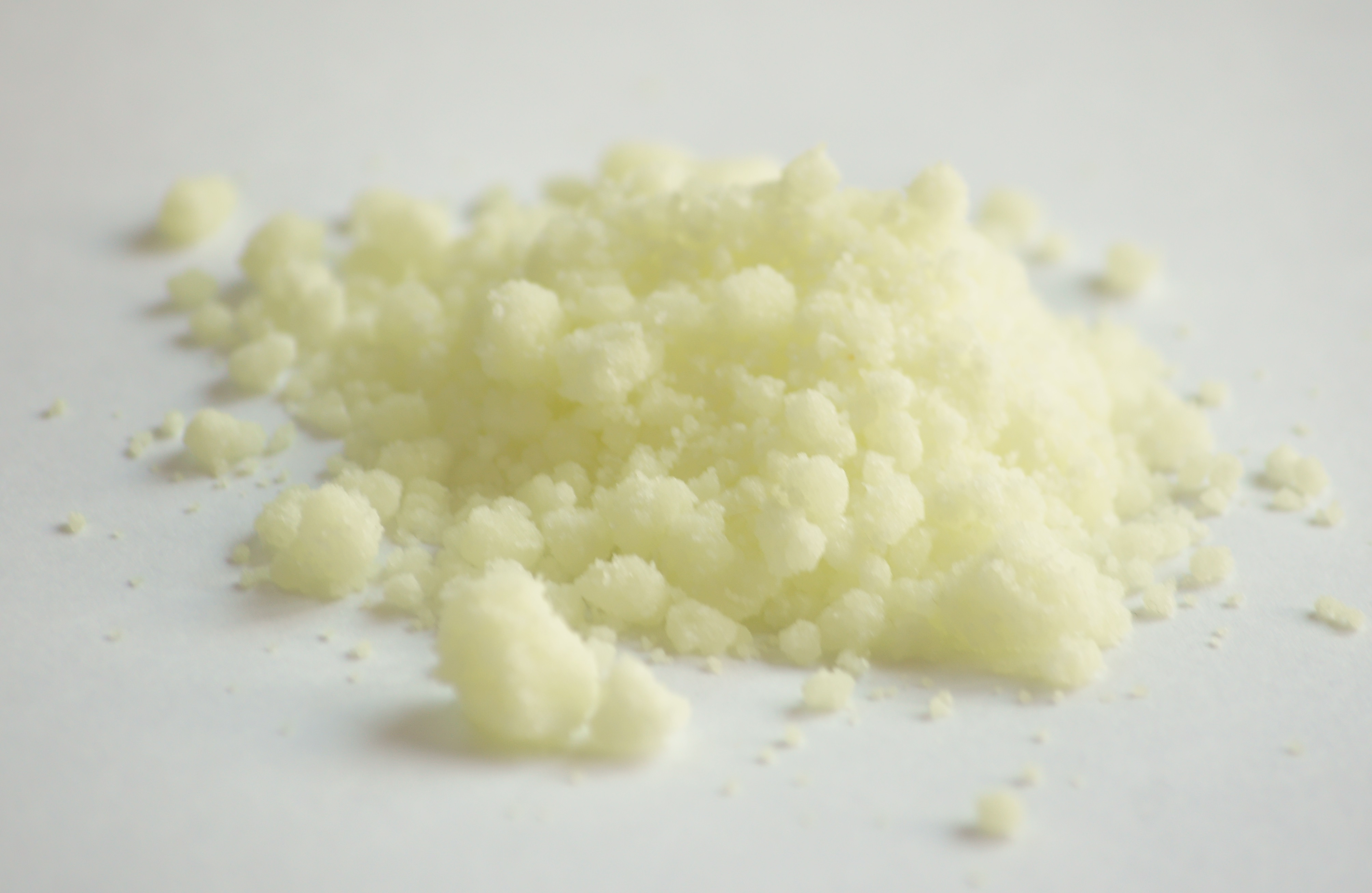
2,4-Dinitrochlorbenzol

2,4-Dinitrochlorbenzol ist ein gelber kristalliner Feststoff mit charakteristischem Geruch, welcher praktisch unlöslich in Wasser ist. Es kommt in drei polymorphen Formen vor, wobei nur die alpha-Form stabil ist. Die Verbindung bildet als Schmelze bei hohen Temperaturen entzündliche Dampf-Luft-Gemische. Die Schmelze hat einen Flammpunkt von 194 °C. Der Explosionsbereich liegt zwischen 1,9 Vol.‑% (160 g/m3) als untere Explosionsgrenze (UEG) und 22 Vol.‑% (1850 g/m3) als obere Explosionsgrenze (OEG). Beim Erhitzen zersetzt sich die Verbindung, wobei Chlor, Chlorwasserstoff, Phosgen, Kohlendioxid und Kohlenmonoxid entstehen können.

## Verwendung
2,4-Dinitrochlorbenzol wird als Reagenz für Alkylierungs-, Arylierungs- und, Substitutionsreaktionen und zur Herstellung von Farbstoffen, Photochemikalien, Explosivstoffen, Fungiziden und Kautschukchemikalien verwendet.
Zur Darstellung von 1-Fluor-2,4-dinitrobenzol (Sangers Reagenz) wird 1-Chlor-2,4-dinitrobenzol in Nitrobenzol mit Kaliumfluorid (KF) umgesetzt.

## Sicherheitshinweise
2,4-Dinitrochlorbenzol kann bei Initialzündung, besonders unter Einschluss, wie Sprengstoff detonieren. Die Verbindung ist ein sehr starkes Kontaktallergen.